# سوپ سیرابی
سوپ سیرابی یا خورش سیرابی  از سیرابی شیردان (گاو، گوساله، گوسفند، خوک) تهیه می‌شود.

## انواع

### خاورمیانهو جنوب شرقی اروپا
سیرابی یک غذای مشترک و رایج در بالکان، اروپای شرقی و خاورمیانه است؛ و همچنین به‌طور گسترده (نه جهانی) برای درمان خماری مورد استفاده قرار می‌گیرد.
در بلغارستان و صربستان سوپ سیرابی را به نام محلی škembe čorba یا шкембе чорбашкембе чорба خوانده می‌شود.
در غذاهای یونانی، سوپ سیرابی به نام  (یونانی: πατσάς) شناخته می‌شود.یونانی: πατσάς
در غذاهای رومانیایی، سوپ سیرابی به نام محلی ciorbă de burtă شناخته می‌شود.
در غذاهای ترکی، سوپ سیرابی به نام Işkembe çorbası شناخته می‌شود .

در غذاهای ایرانی، سیرابی نیز به نام سیراب شیردان شناخته می‌شود و از سیرابی گاو یا گوساله یا گوسفند تهیه می‌شود. 

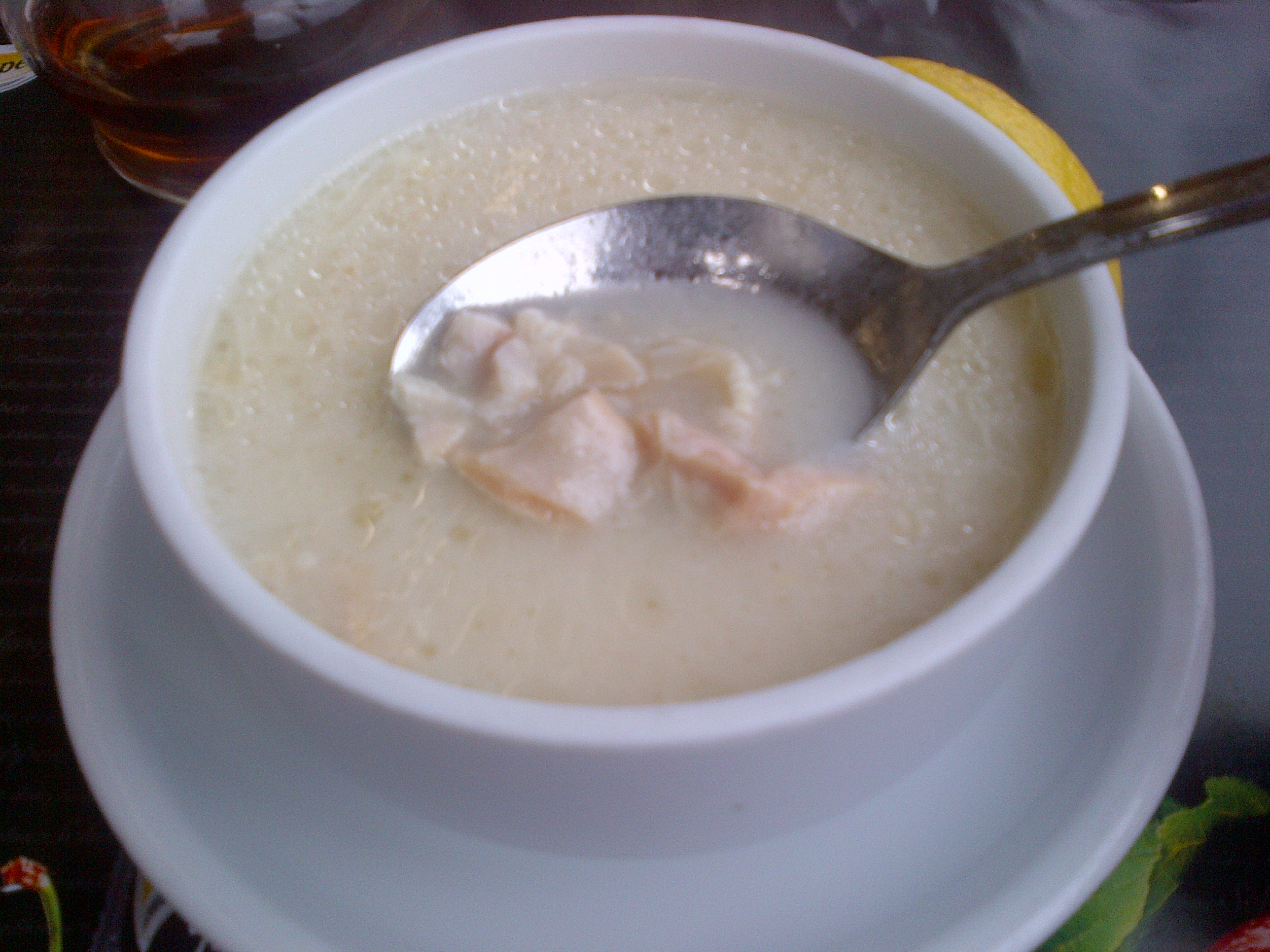
Işkembe çorbası
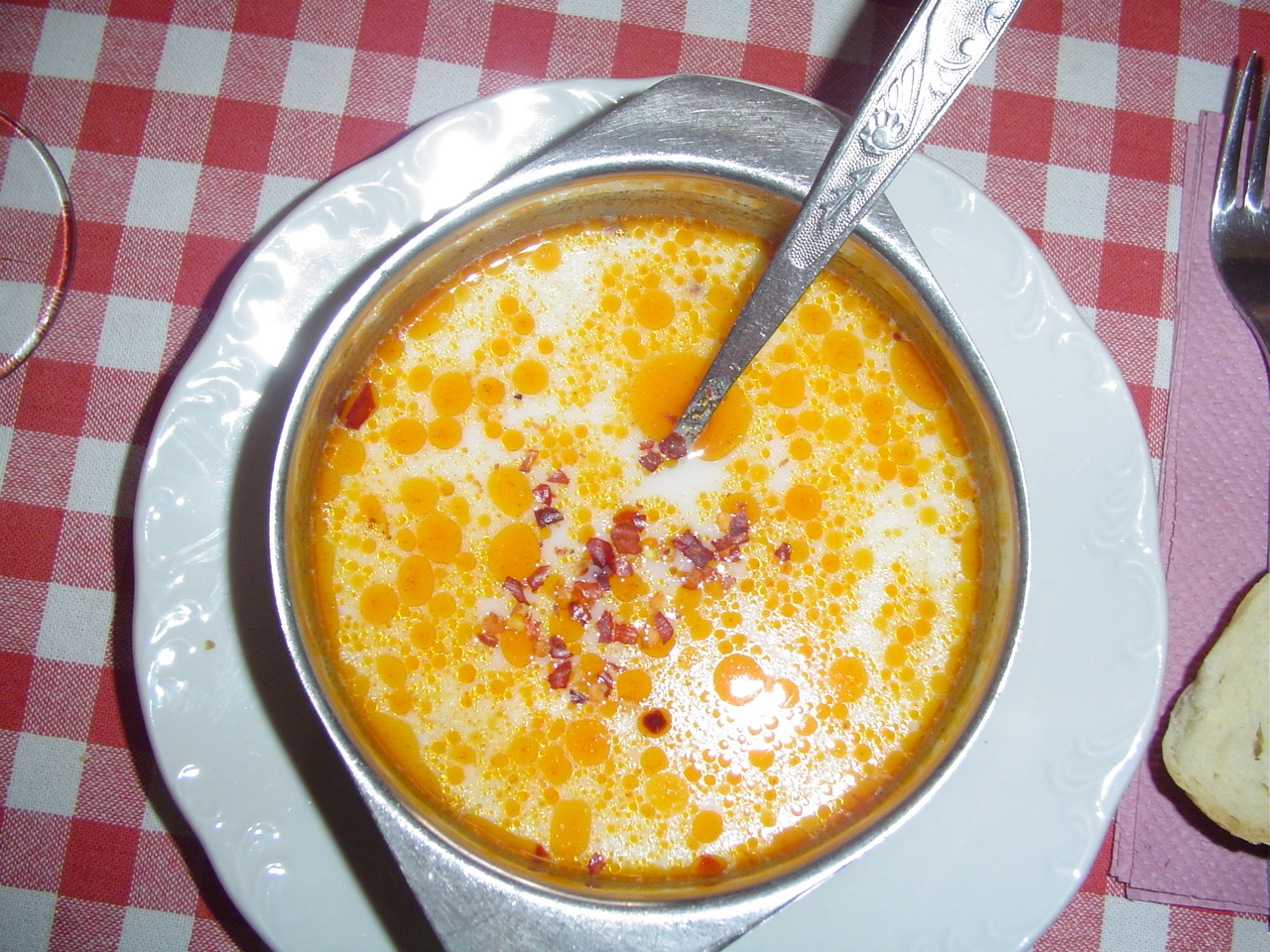
Škembe čorba

### اروپای مرکزی
در غذاهای کرواسی، سیرابی به نام‌های Fileki, Tripice یا Vampi شناخته شده‌است.
در غذاهای جمهوری چک، برای پخت سوپ سیرابی از ادویه و پیاز و سیر و فلفل دلمه ای فراوان استفاده می‌کنند تا بوی بد سیرابی از بین برود و معمولاً سوپش قرمز رنگ می‌شود. این سوپ در جمهوری چک به نام drštková polévka است، اغلب به نام کوتاه drštkovka می‌خوانند.
در غذاهای آلمانی، روش‌های مختلفی برای تهیه سوپ سیرابی وجود دارد.
در غذاهای مجارستان، سوپ سیرابی به نام pacalleves یا نام کوتاه شده pacal می‌خوانند.و برای تهیه این سوپ در مجارستان از مقدار زیادی فلفل دلمه ای استفاده می‌کنند.
در غذاهای لهستانی این سوپ به نام flaki یا flaczki است.

در غذاهای اسلواکی، این سوپ به عنوان držková polievka شناخته شده‌است. 

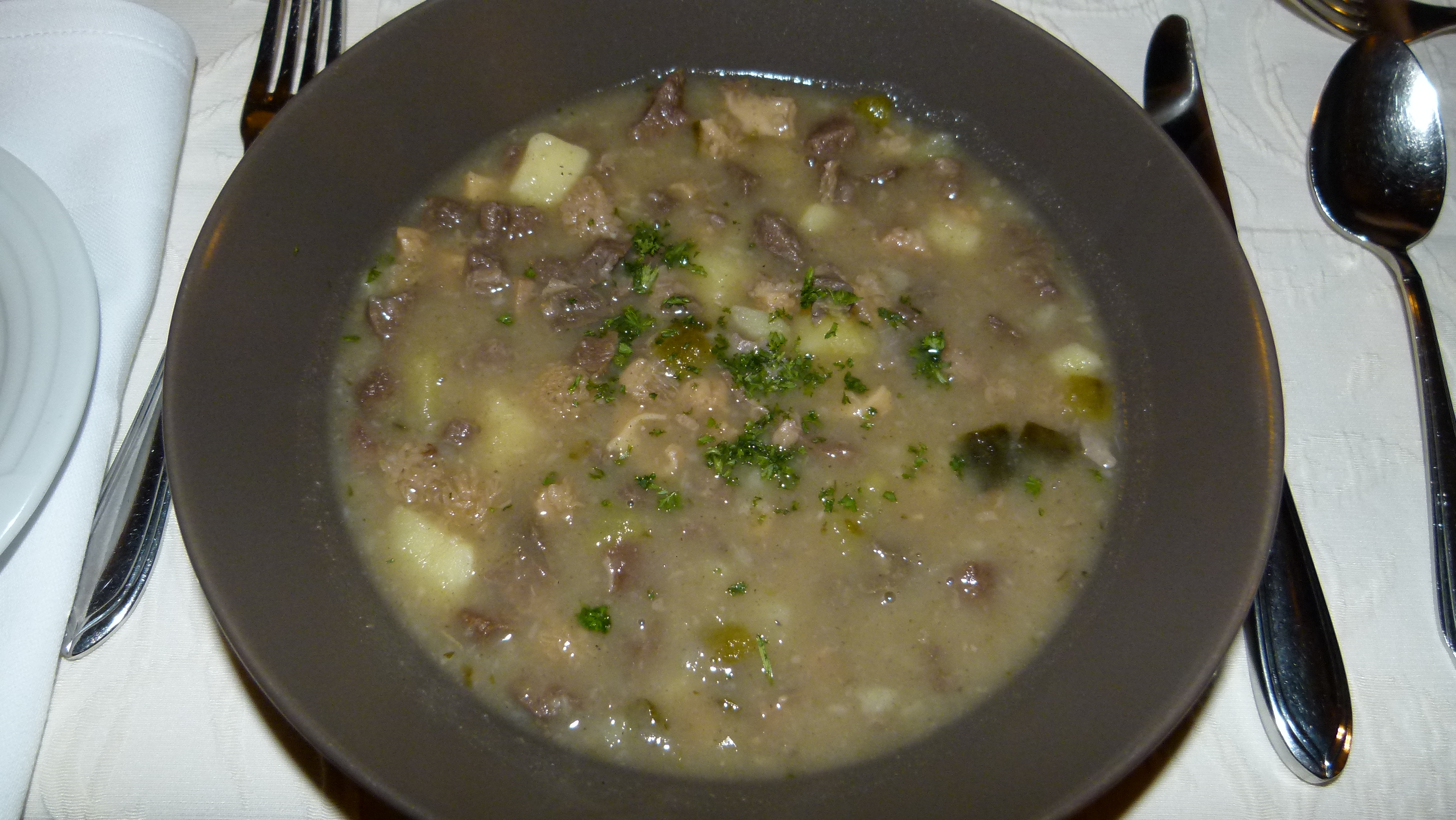
Saxon Flecke
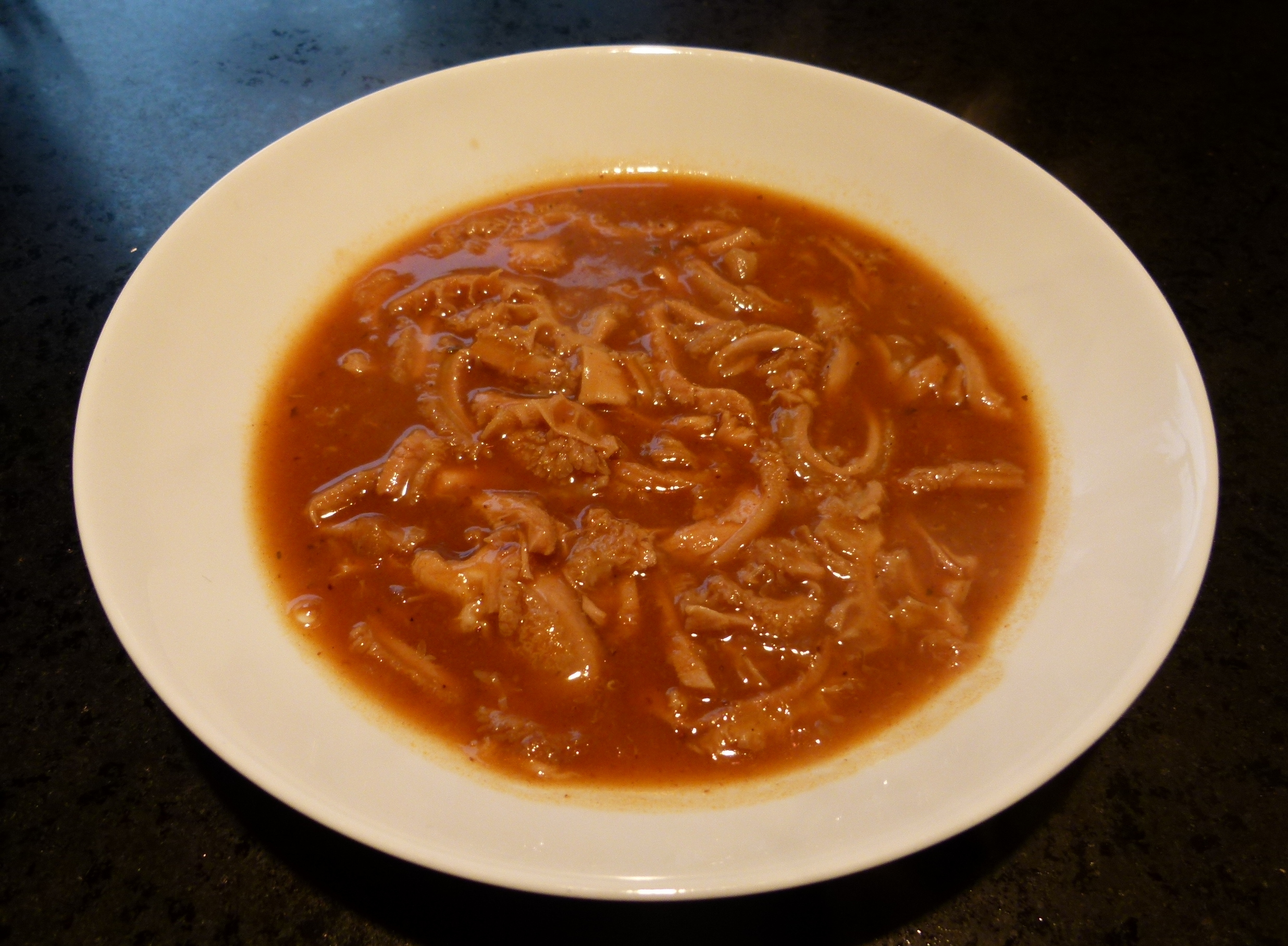
Swabian Saure Kutteln
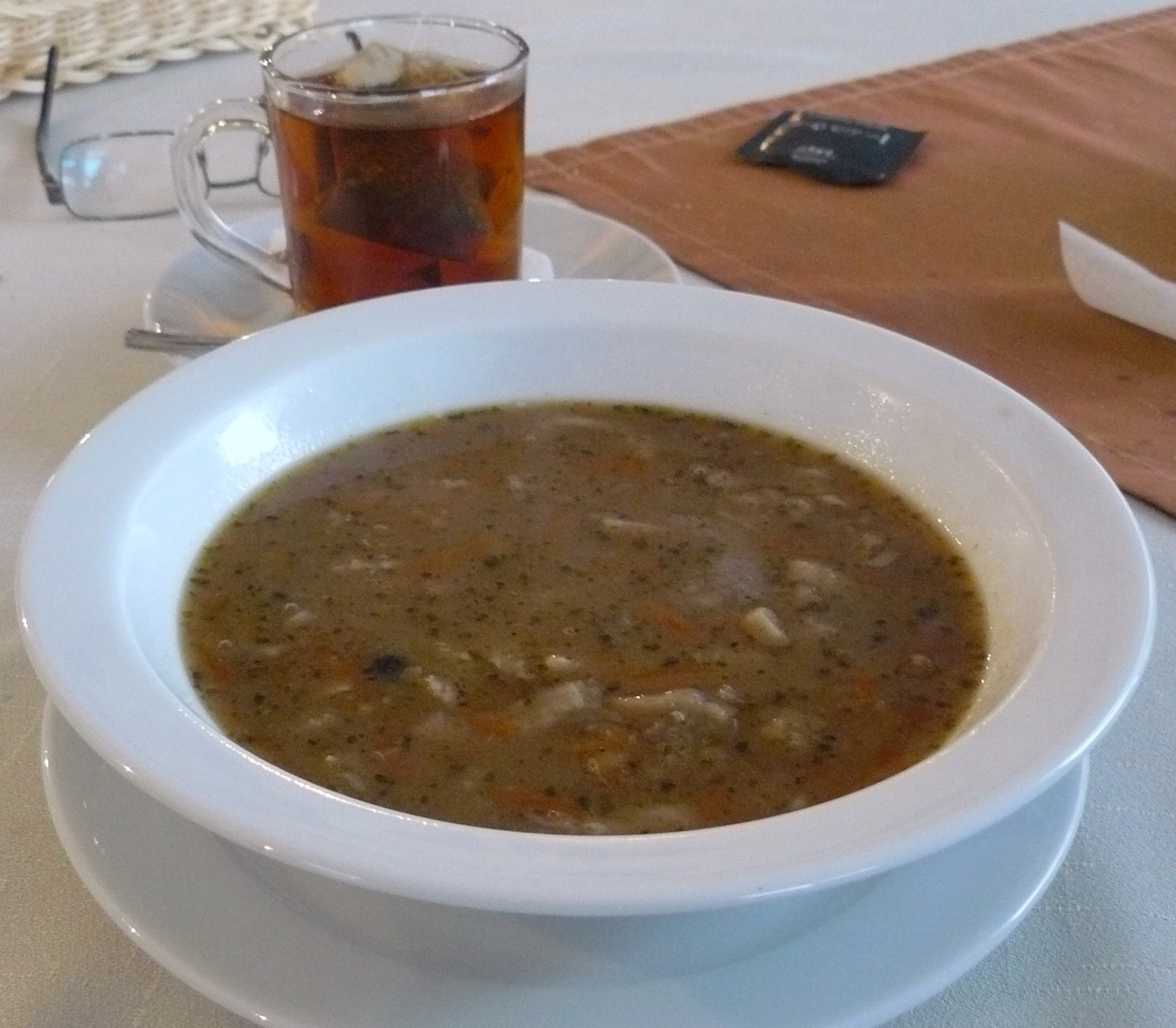
Polish flaczki or flaki

### اروپای غربی و جنوبی
در غذاهای فرانسوی، به نام tripes à la mode de Caen می‌باشد که یک غذای محلی نرماندی است.

در غذاهای ایتالیایی سوپ سیرابی انواع مختلف دارد، سوپ سیرابی به نام trippa alla fiorentina یک غذای سنتی فلورانس است، سوپ سیرابی trippa alla milanese یا busecca یک غذای سنتی از منطقه میلان است، سوپ سیرابی Caldume (ایتالیایی) quarumi (سیسیلی) یک غذای محلی سیسیلی است که به صورت خورشتی از سیرابی گوساله و سبزیجات تهیه شده و به عنوان یک غذای خیابانی در در پالرمو و کاتانیا فروخته می‌شود. 

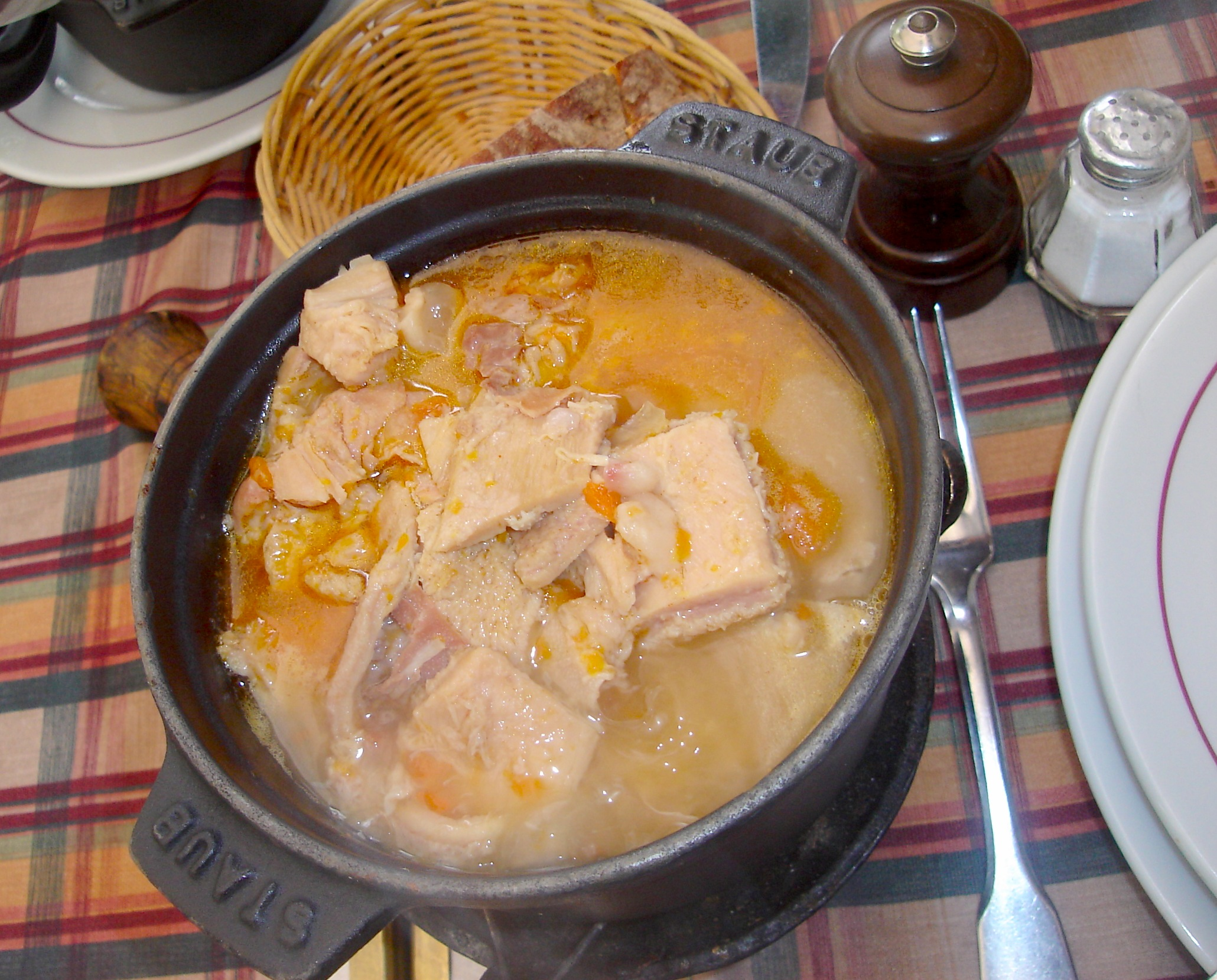
tripes à la mode de Caen
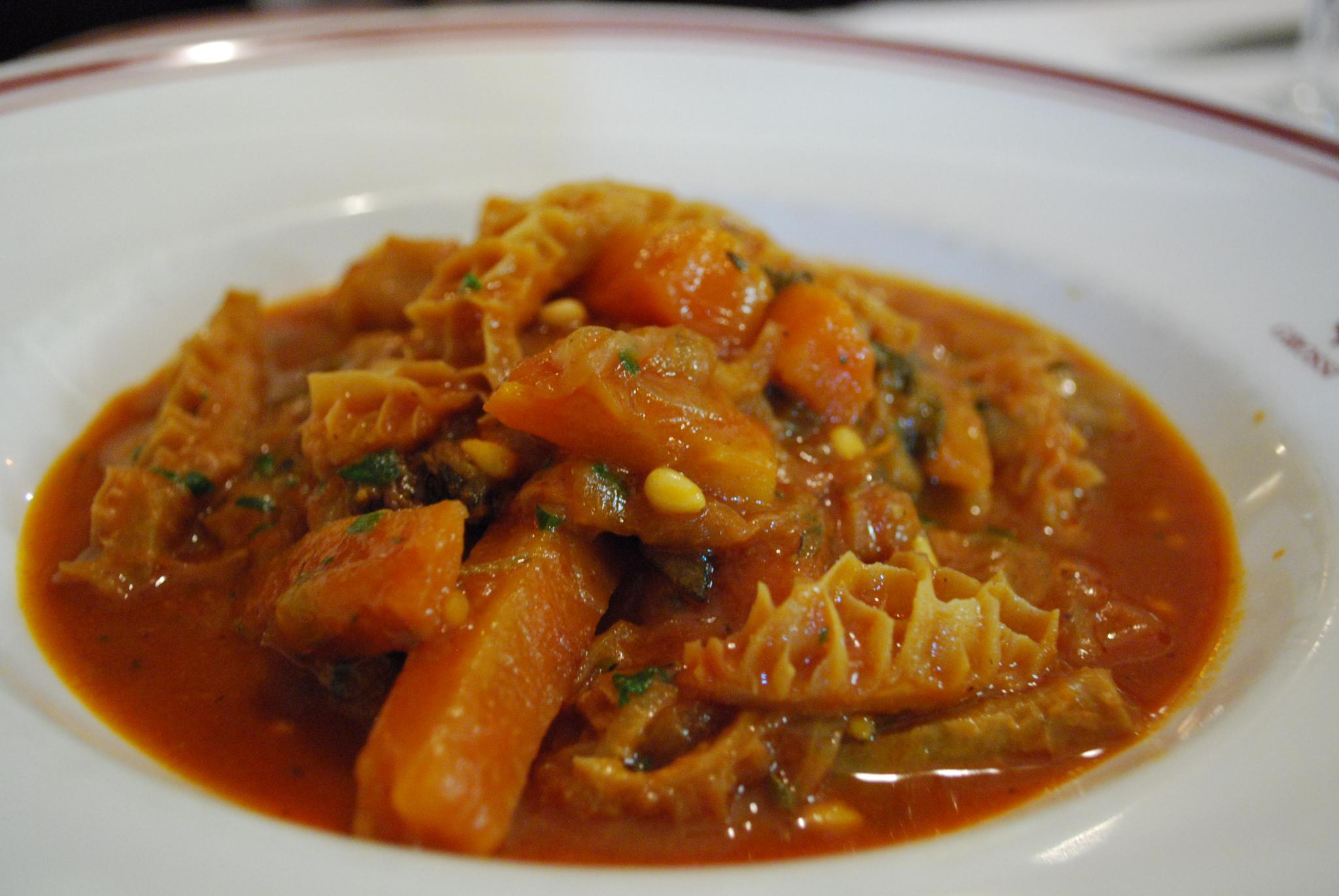
Trippa alla fiorentina
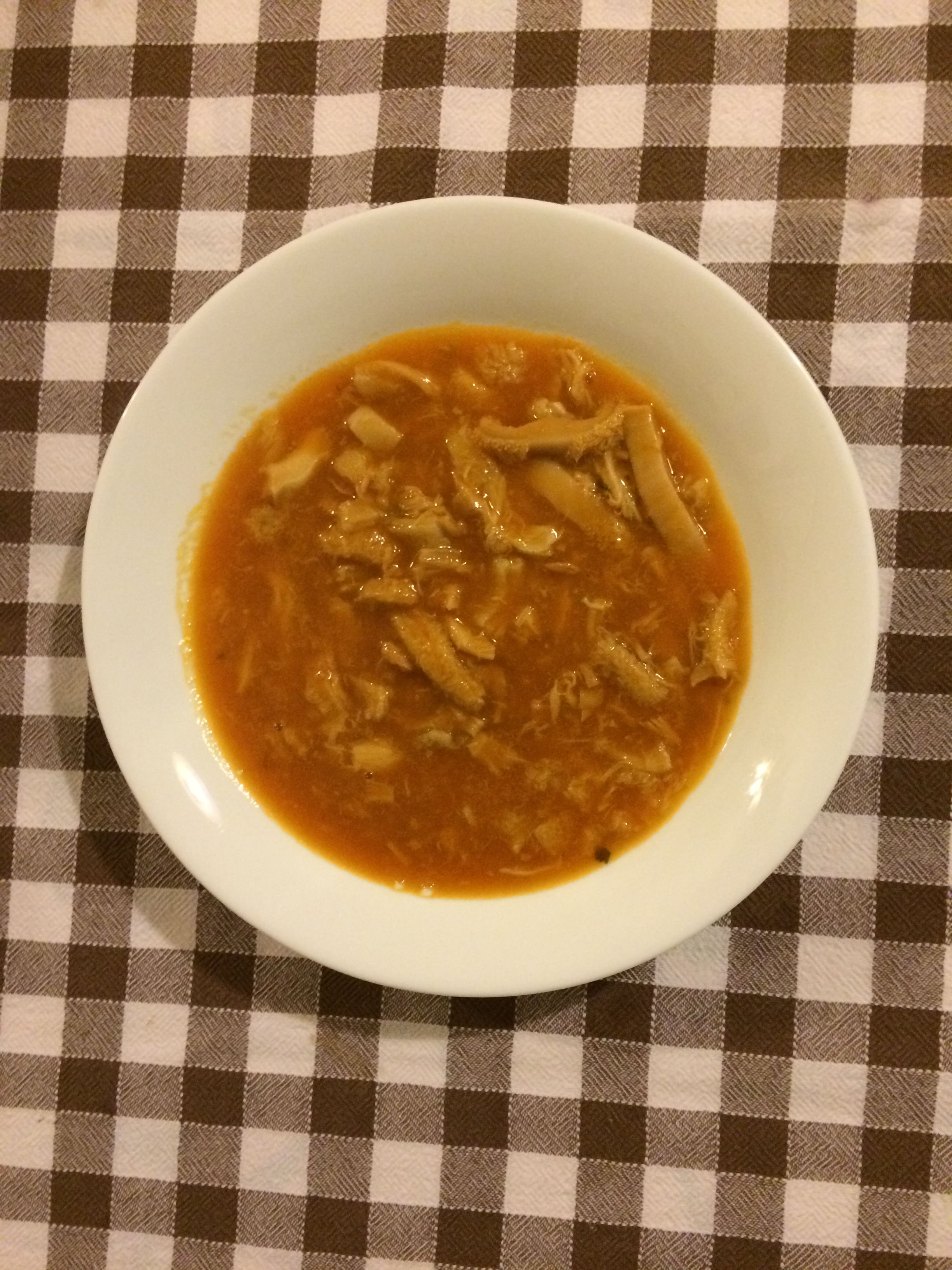
Trippa alla milanese

### آمریکای شمالی و جنوبی
در غذاهای آمریکای لاتین، سوپ سیرابی به نام  sopa de mondongo خوانده می‌شود.

در غذاهای مکزیکی، به نام Menudo است و از فلفل تند قرمز استفاده می‌شود. 

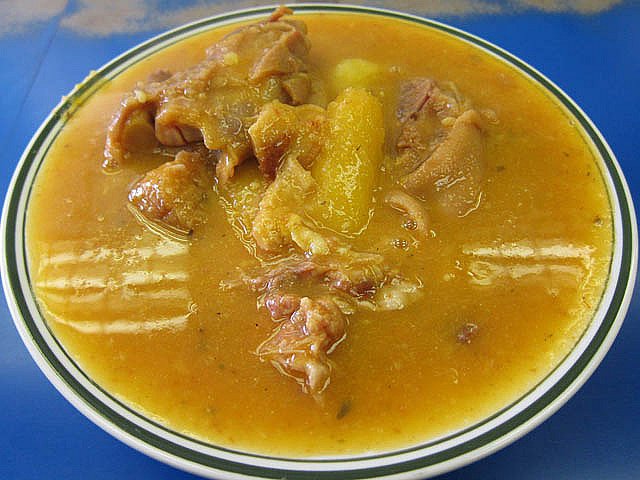
Sopa de Mondongo
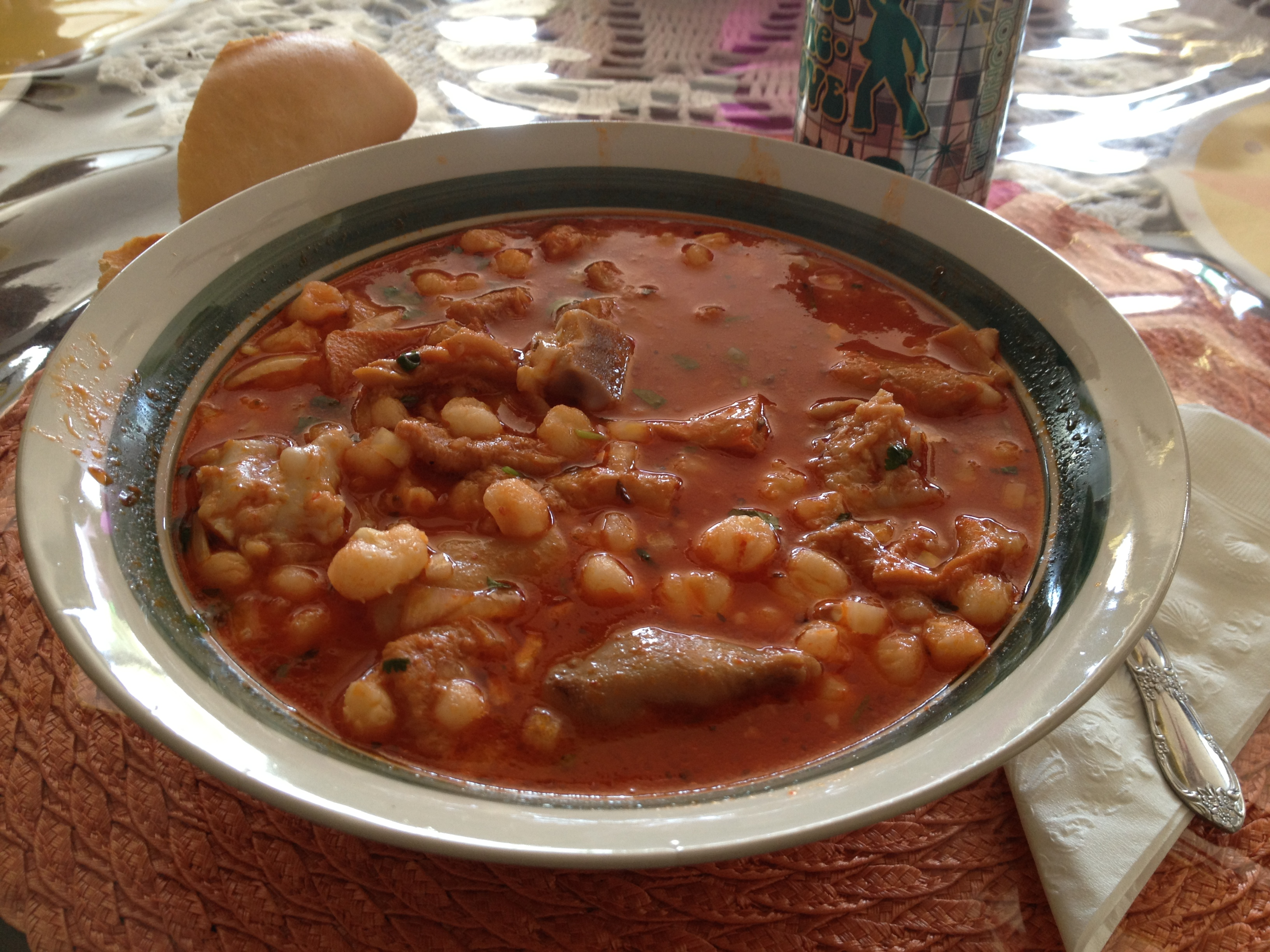
Menudo

### شرق و جنوب شرقی آسیا
در غذاهای چینی، یک سوپ رشته فرنگی محلی لانژو با سیرابی تهیه می‌شود.
در غذاهای اندونزی، غذای sekba یا bektim با استفاده از سیرابی خوک تهیه می‌شود. که یکی از غذاهای چینی اندونزیایی است.

در غذاهای فیلیپینی، به نام sopa de mondongo خوانده می‌شود. 

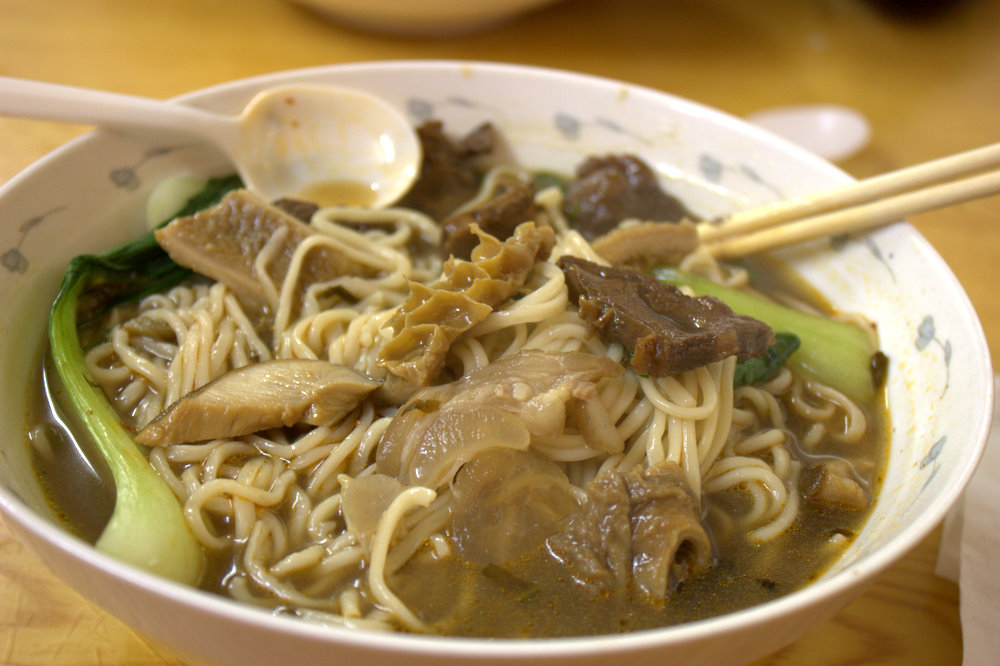
Lanzhou lamian featuring tripes
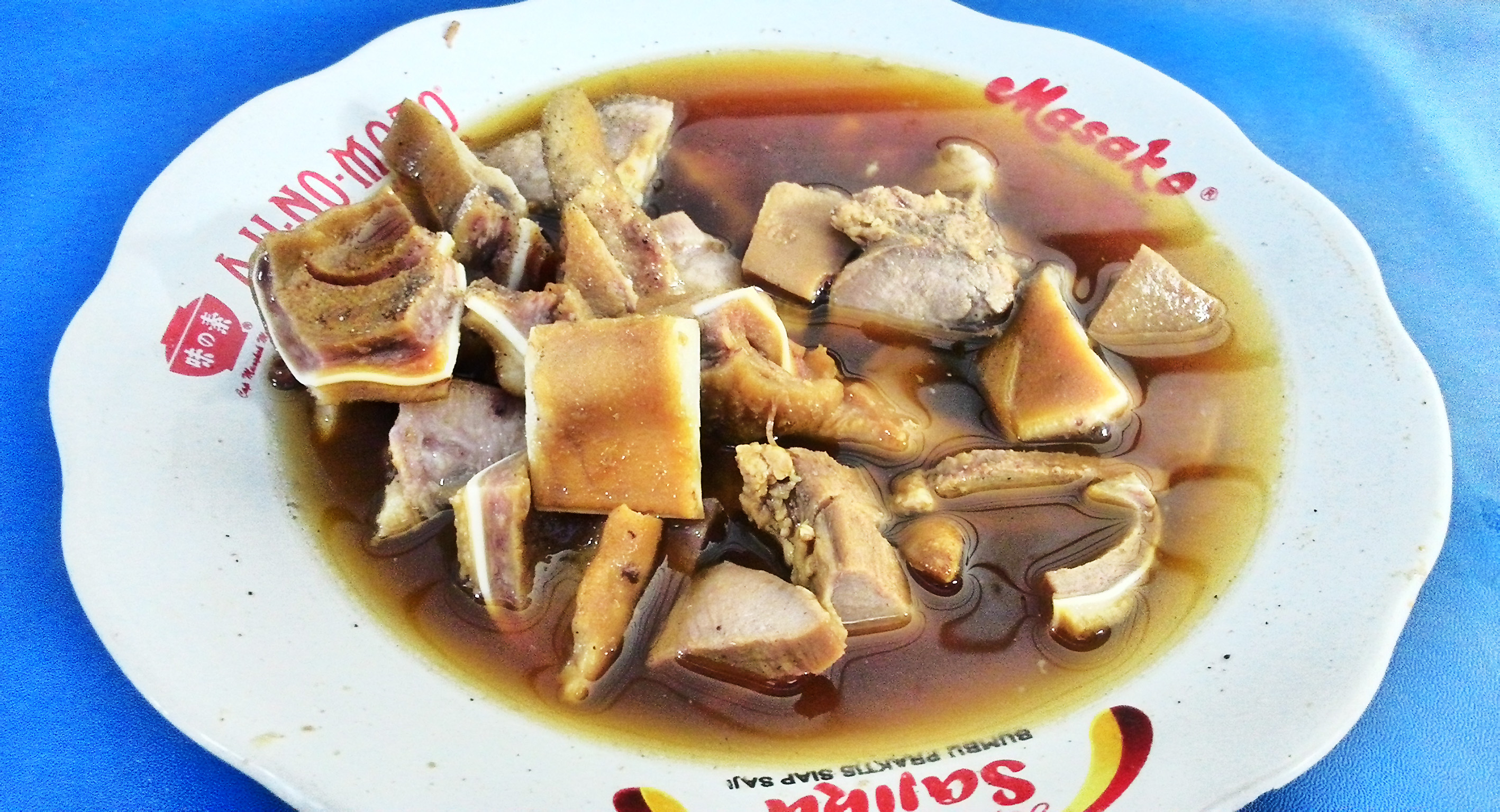
Sekba